# Zuid-Tirol
Zuid-Tirol (Duits en Ladinisch: Südtirol; Italiaans: Alto Adige of Bolzano, informeel Sudtirolo) is de noordelijkste autonome provincie van Italië, onderdeel van de autonome regio Trentino-Zuid-Tirol. De provincie telt ca. 532.000 inwoners (2019) op een oppervlakte van 7400 km². De provinciale hoofdstad is Bolzano (Duits: Bozen; Ladinisch: Bulsan).
Zuid-Tirol is drietalig: zowel het Duits, het Italiaans als het Ladinisch, een nauw aan het Reto-Romaans verwante Romaanse taal, heeft een officiële status. Ruim 62% van de bevolking is Duitstalig, 23% spreekt Italiaans en 4% van de bevolking, voornamelijk wonend in de Gherdëinavallei en het Val Badia, spreekt Ladinisch. Deze Ladijnen genieten dezelfde rechten als de Duitstaligen. Iets meer dan 10% van de bevolking heeft een andere moedertaal dan de drie voornoemde talen.
Zuid-Tirol maakt deel uit van de Euregio Tirol-Zuid-Tirol-Trentino. In wezen beslaat deze het oppervlak van het historische kroonland Tirol van de Oostenrijks-Hongaarse monarchie, waarvan het zuidelijke deel in 1919 door Italië geannexeerd werd.

## Namen van het landsdeel
De officiële naam van de provincie luidt Autonome Provincie Bozen-Zuid-Tirol (Duits: Autonome Provinz Bozen-Südtirol; Italiaans: Provincia autonoma di Bolzano-Alto Adige; Ladinisch: Provinzia Autonòma de Balsan-Südtirol of Provinzia Autonòma de Bulsan-Südtirol). De officiële afkorting voor de provincie is BZ, afgeleid van Bozen of Bolzano.
De Duitstaligen noemen de provincie doorgaans verkort Südtirol en verwijzen ernaar als zijnde een Land (zoals de deelstaten in Duitsland of Oostenrijk) in plaats van een Provinz.
De Italiaanse benaming voor Zuid-Tirol is Alto Adige ('Boven-Adige', in het Duits vertaald als Oberetschland). Deze naam ontstond naar het voorbeeld van de Franse departementen en verwijst naar de gelijknamige rivier Adige (Duits: Etsch) die hier ontspringt. Soms wordt ook Sudtirolo, gebaseerd op de Duitse naam, gebruikt. In het dagelijkse leven wordt Zuid-Tirol door sommige Italiaanstaligen Bolzano (provincia di Bolzano) genoemd.

## Geografie

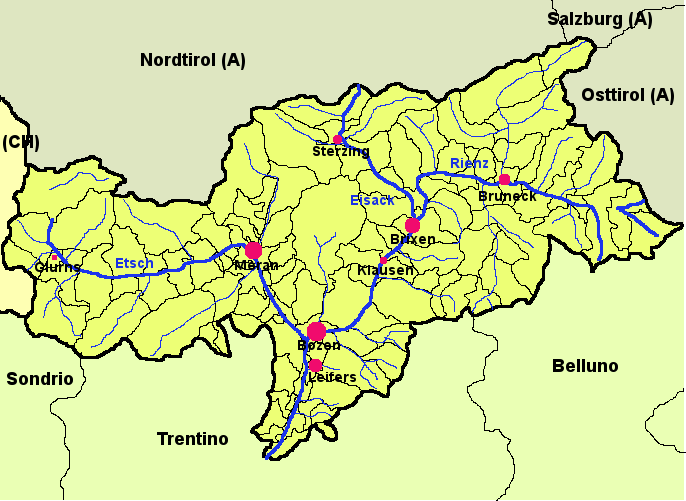
Locatie

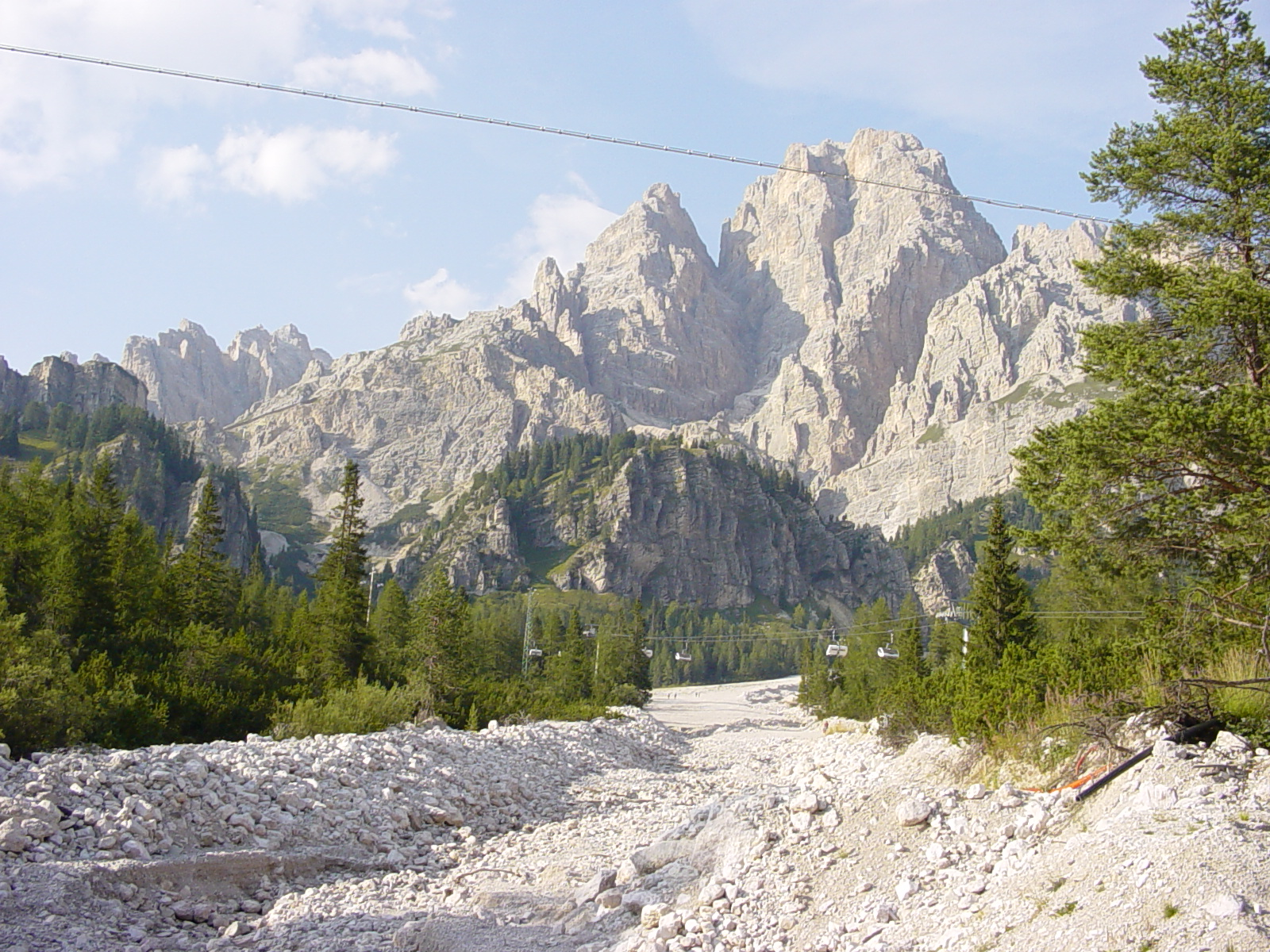
Landschap in de provincie

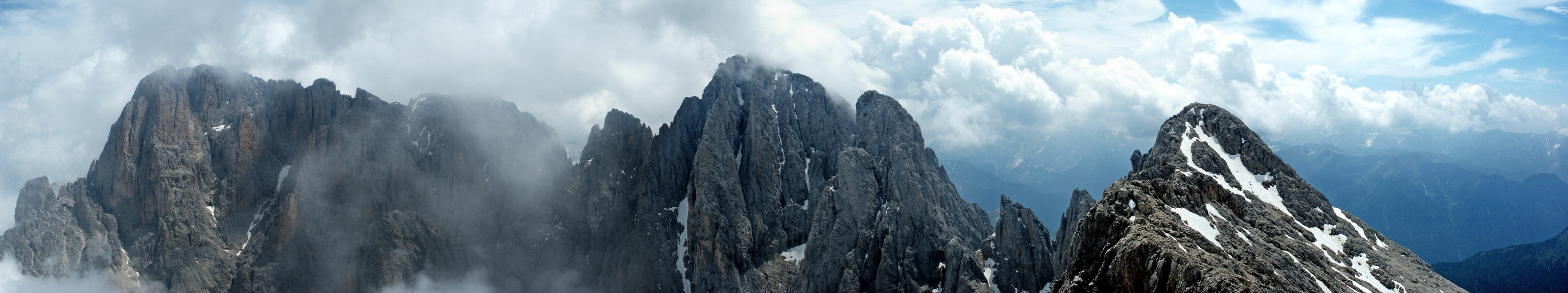
Uitzicht vanop de Plattkofel

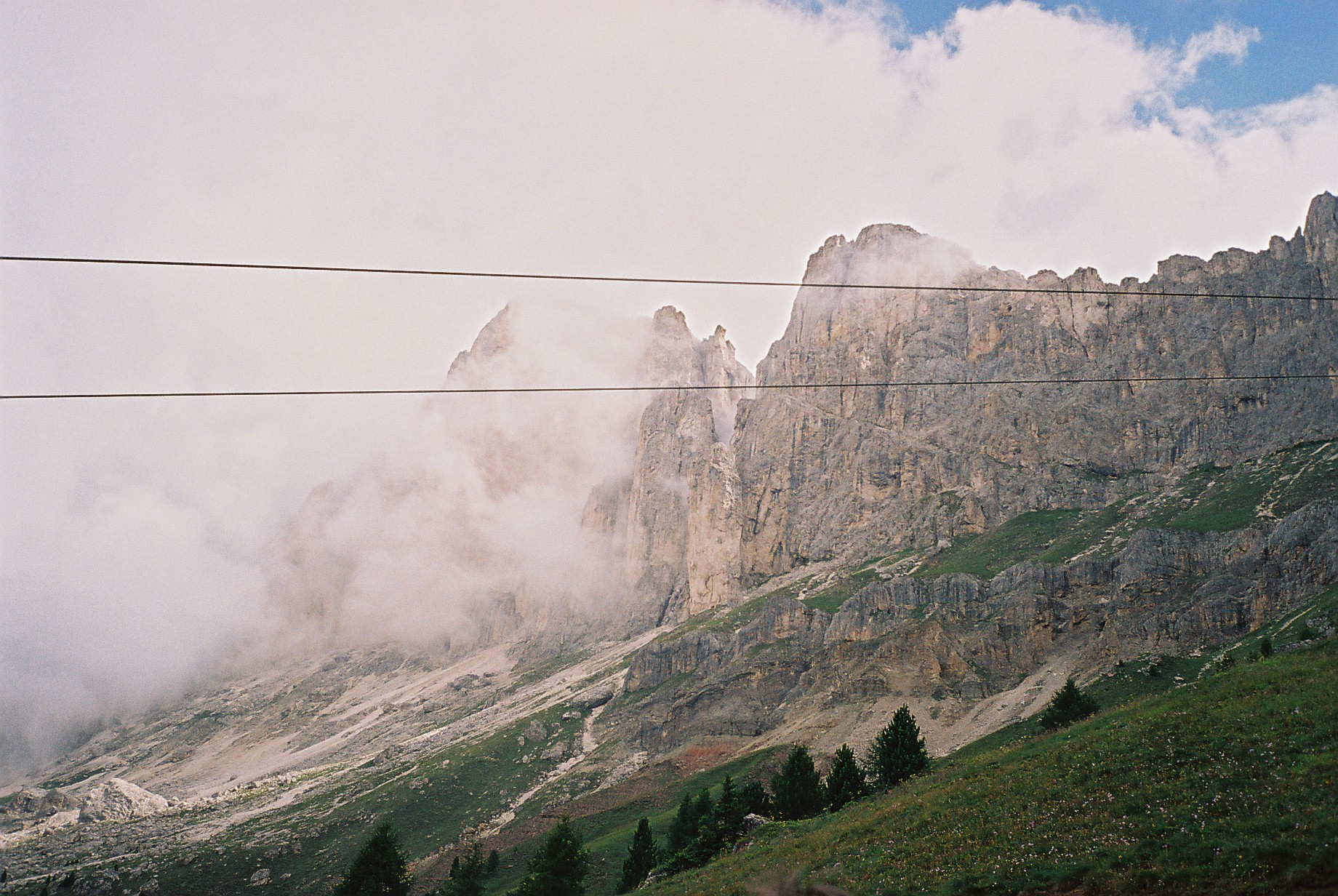
De Rosengarten vanop z'n eigen flank

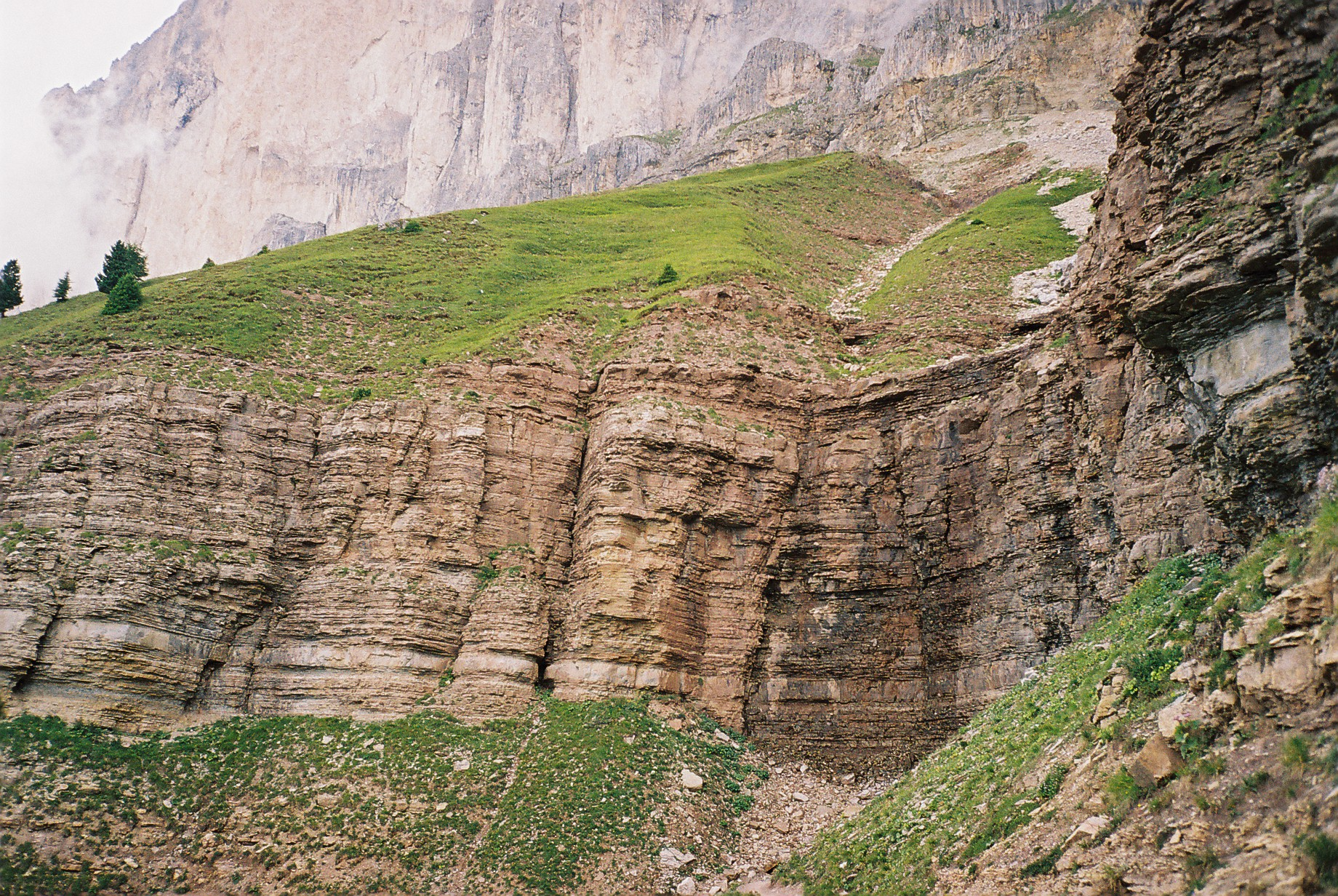
Massief op de Rosengarten

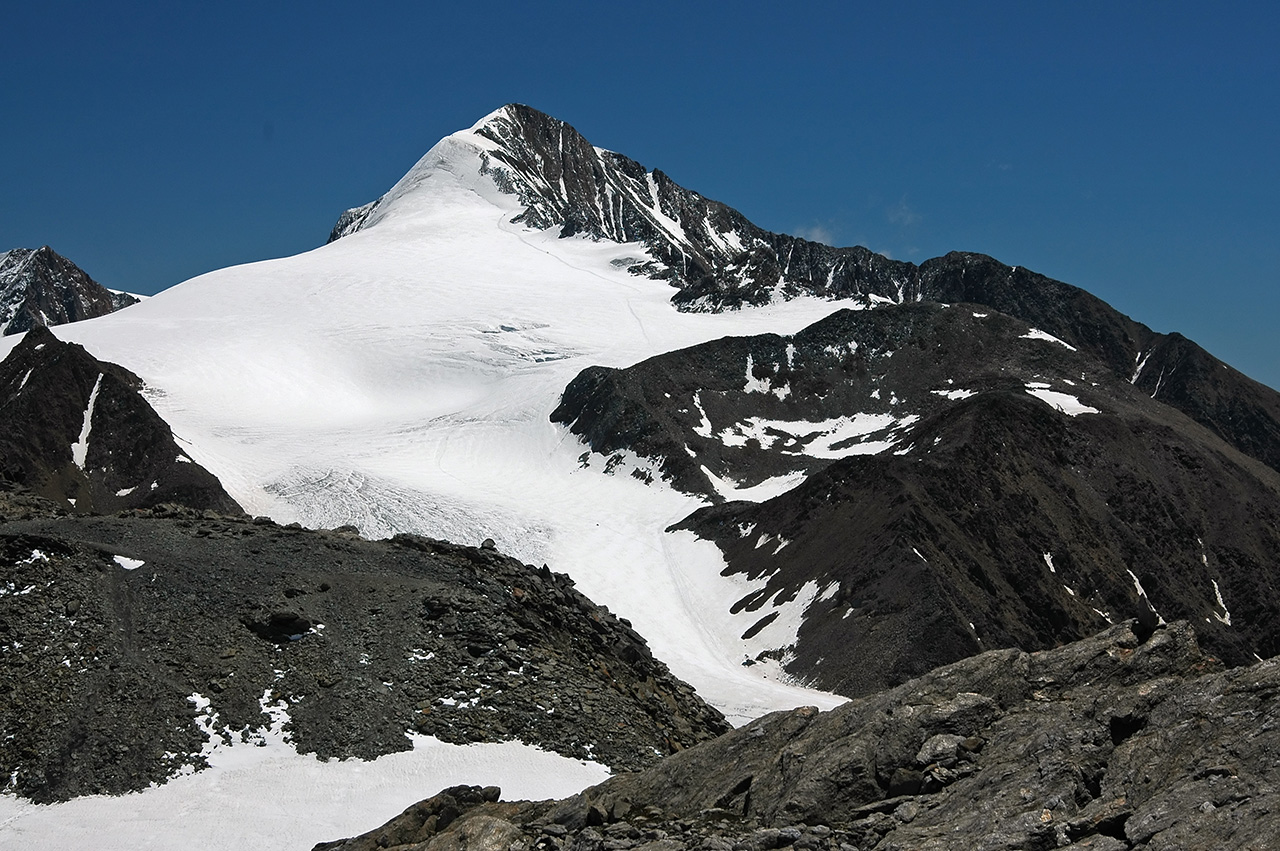
Similaun

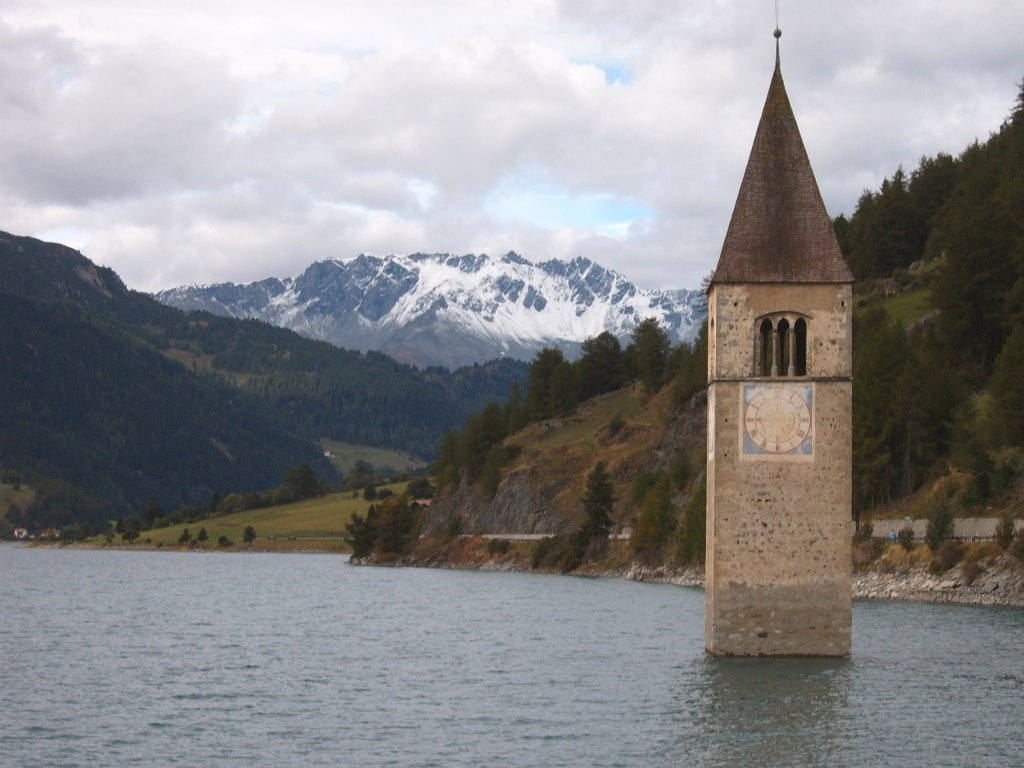
De Reschensee

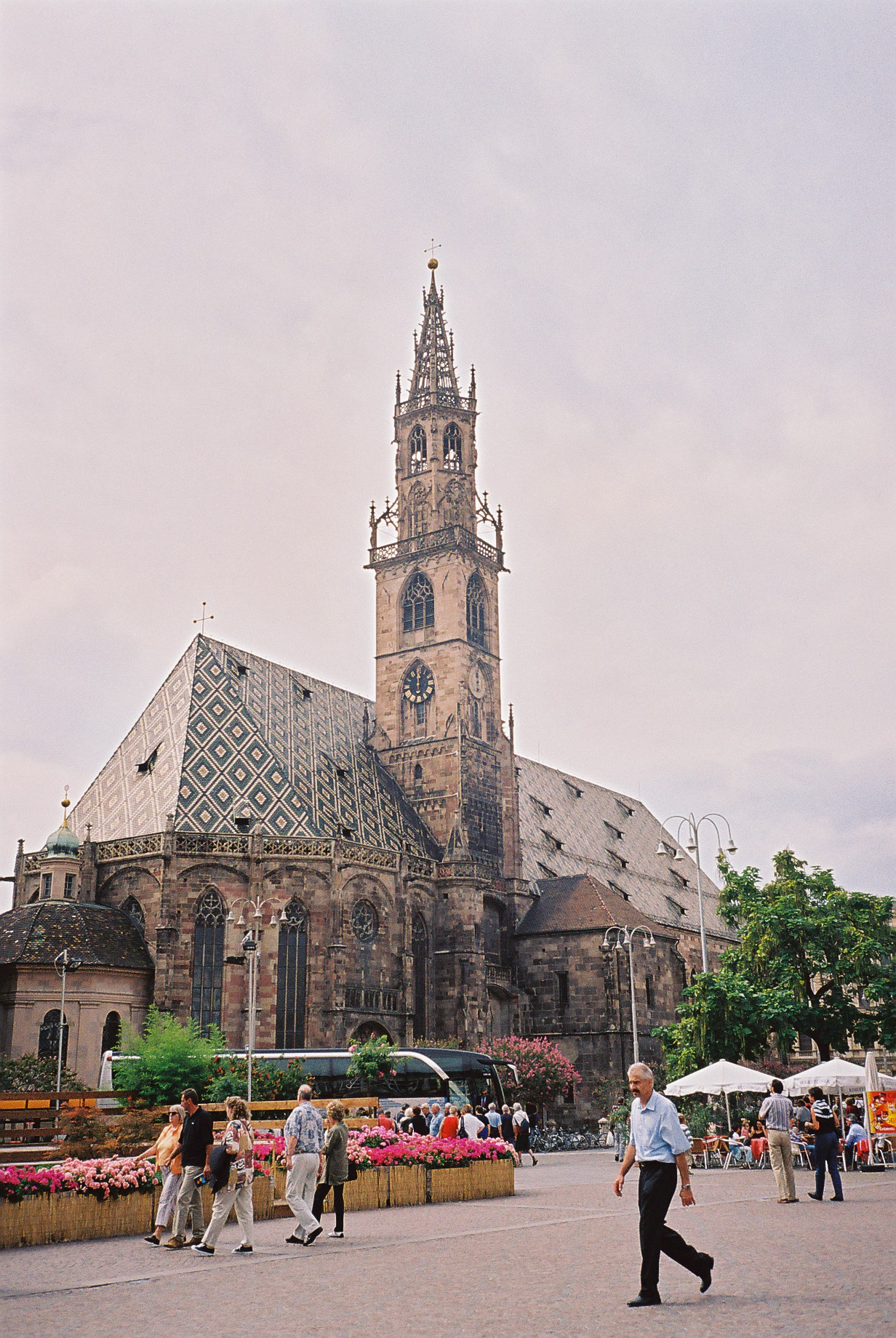
Bolzano

Het gebied is net als het Oostenrijkse Tirol uitermate bergachtig, namelijk gelegen in de Dolomieten. De voornaamste rivieren zijn de Etsch (Adige) en de Eisack (Isarco). De belangrijkste steden in de provincie zijn behalve de hoofdstad: Meran (Merano), de bisschopstad Brixen (Bressanone), Sterzing (Vipiteno) en Bruneck (Brunico). De, qua oppervlakte, grootste gemeente van Zuid-Tirol is Sarntal, met een oppervlakte van 302,5 km².

### Ligging
Zuid-Tirol grenst aan de Italiaanse provincies Trente (waarmee het de regio Trentino-Zuid-Tirol vormt), Sondrio (regio Lombardije) en Belluno (regio Veneto). Tevens grenst Zuid-Tirol aan de Oostenrijkse deelstaten Tirol (zowel het noordelijk als oostelijk deel) en het Zwitserse kanton Graubünden.

### Reliëf
In Zuid-Tirol liggen de zuidelijke Alpen, of, zoals ook wel genoemd, de Dolomieten, de Italiaanse uitlopers van de Alpen. De hoogste bergen liggen voornamelijk rondom, op of aan de grenzen van Zuid-Tirol en vormen zo een natuurlijke scheiding tot Noord-Tirol.

#### Gebergtes, massieven en formaties
- Alpen
- Ampezzaanse Dolomieten
- Dolomieten
- Drei Zinnen (Tre Cime di Lavaredo)
- Karnische Alpen
- Langkofelgroep
- Latemargroep
- Ortlermassief
- Ötztaler Alpen
- Palagroep
- Plateau Überetsch
- Rosengartenmassief
- Sarntaler Alpen
- Schlernmassief
- Sextener Dolomieten
- Sellamassief
- Stubaier Alpen
- Vajolet-Türme
- Zillertaler Alpen

#### Bergtoppen
Het hoogste Zuid-Tiroolse punt is de Ortler (Ortles).
Allerkleinste Zinne (Torre Minor) - Annakogel - Birkenkofel - Boéseekofel - Boéspitze (Piz Boe) - Delagoturm - Dreischusterspitze - Fensterlesturm - Fünffingerspitze - Geißkogel - Glockenkarkopf (Vetta d'Italia) - Grohmannspitze - Grosse Zinne (Cima Grande) - Hintere Schwärze (Cima Nera) - Hochwilde (Altissima) - Hohe Gaisl (Croda Rossa Cadini) - Grosser Löffler - Hinterer Kitzkogel - Im Hinteren Eis (Punta della Vedretta) - Innerkoflerturm - Kalvarienberg - Kesselkogel (Catinaccio d'Antermoia) - Kleine Zinne (Piccola Cima) - Kleinste Zinne (Cima Piccolissima di Lavaredo) - Königspitze - Kronplatz - Langkofel (Sasso Lungo) - Langkofeleck - Langkofelkarspitze - Latemar - Laurinswand - Masaré - Monte Cristallo - Monte Fernazza - Monte Piana - Nordgipfel - Pareispitze (Col Becchei) - Pisciadu - Plattkofel (Sasso Piatto) - Plose - Punta di Frida - Schlern (Monte Sciliar) - Ortler (Ortles) - Rosengarten (Catinaccio) - Rotwand - Sass de Mesdi - Sass Pordoi - Scheiblehnkogel - Schmieder - Schrakogel - Schwarzwandspitze - Sella (Sella) - Sellatürme - Similaun - Sonklarspitze - Stabelerturm - Südgipfel - Teufelswand - Thurwieserspitze - Trafoier Eiswand - Tscheiner-Spitze - Vajolet-Hauptturm - Vajolet-Nordturm - Vajolet-Ostturm - Weißkugel (Palla Bianca) - Westliche Zinne (Cima Ovest) - Wilden Freiger - Wilden Pfaff - Winklerturm - Zahnkofel - Zaingger Berg (Pala di Santa)

#### Valleien
- Eggental (Val d'Ega)
- Etschtal: Passeiertal (Val Passiria)
- Eisacktal (Valle Isarco): Gherdëina (Gröden/Grödnertal, Val Gardena)
- Pustertal (Val Pusteria): Val Badia (Gadertal)
- Vinschgau (Val Venosta)

### Rivieren
- Etsch (Adige)
- Drau (Drava)
- Eisack (Isarco)
- Rienz (Rienza)
- Schnalser Bach (Rio Senales)
- Talfer (Talvera)

### Meren
- Bodenalm (Lago dei Piani)
- Haidersee
- Kalterer See (Lago di Caldaro)
- Karersee (Lago di Carezza)
- Montiggler Seen
- Mühlwalder See
- Pragser Wildsee (Lago di Braies)
- Reschensee (Lago di Resia)
- Vernagt-Stausee (Lago di Vernago)

### Hooggelegen bergweiden
- Seiser Alm (Alpe di Siusi)

### Districtsgemeenschappen en gemeenten
De 116 gemeenten van Zuid-Tirol zijn gegroepeerd in acht districtsgemeenschappen (Duits: Bezirksgemeinschaft; Italiaans: comunità comprensoriale; Ladinisch: cumunità raion of comunitè comprensoriala); de gemeente Bolzano is ook een district. De districten coördineren de culturele, sociale, economische en ecologische ontwikkeling van de deelnemende gemeenten. Zij hebben ook sociale en ecologische verantwoordelijkheden.
Districtsgemeenschappen (31 december 2008)
| Bezirksgemeinschaft/Comunità comprensoriale  | Hoofdstad           | Oppervlakte | Bevolking |
| -------------------------------------------- | ------------------- | ----------- | --------- |
| Bozen/Bolzano                                | Bozen/Bolzano       | 52 km²      | 101.919   |
| Burggrafenamt/Burgraviato                    | Meran/Merano        | 1.101 km²   | 96.291    |
| Überetsch-Unterland/Olttradige-Bassa Atesina | Neumarkt/Egna       | 424 km²     | 70.714    |
| Salten-Schlern/Salto-Sciliar                 | Bozen/Bolzano       | 1.037 km²   | 47.797    |
| Eisacktal/Valle Isarco                       | Brixen/Bressanone   | 624 km²     | 49.404    |
| Pustertal/Val Pusteria                       | Bruneck/Brunico     | 2.071 km²   | 78.391    |
| Vinschgau/Val Venosta                        | Schlanders/Silandro | 1.442 km²   | 35.347    |
| Wipptal/Alta Valle Isarco                    | Sterzing/Vipiteno   | 650 km²     | 18.994    |

Grootste gemeenten (31 december 2008)
Hier worden de grootste gemeenten genoemd. Een complete lijst met gemeenten bevindt zich onderaan het artikel.

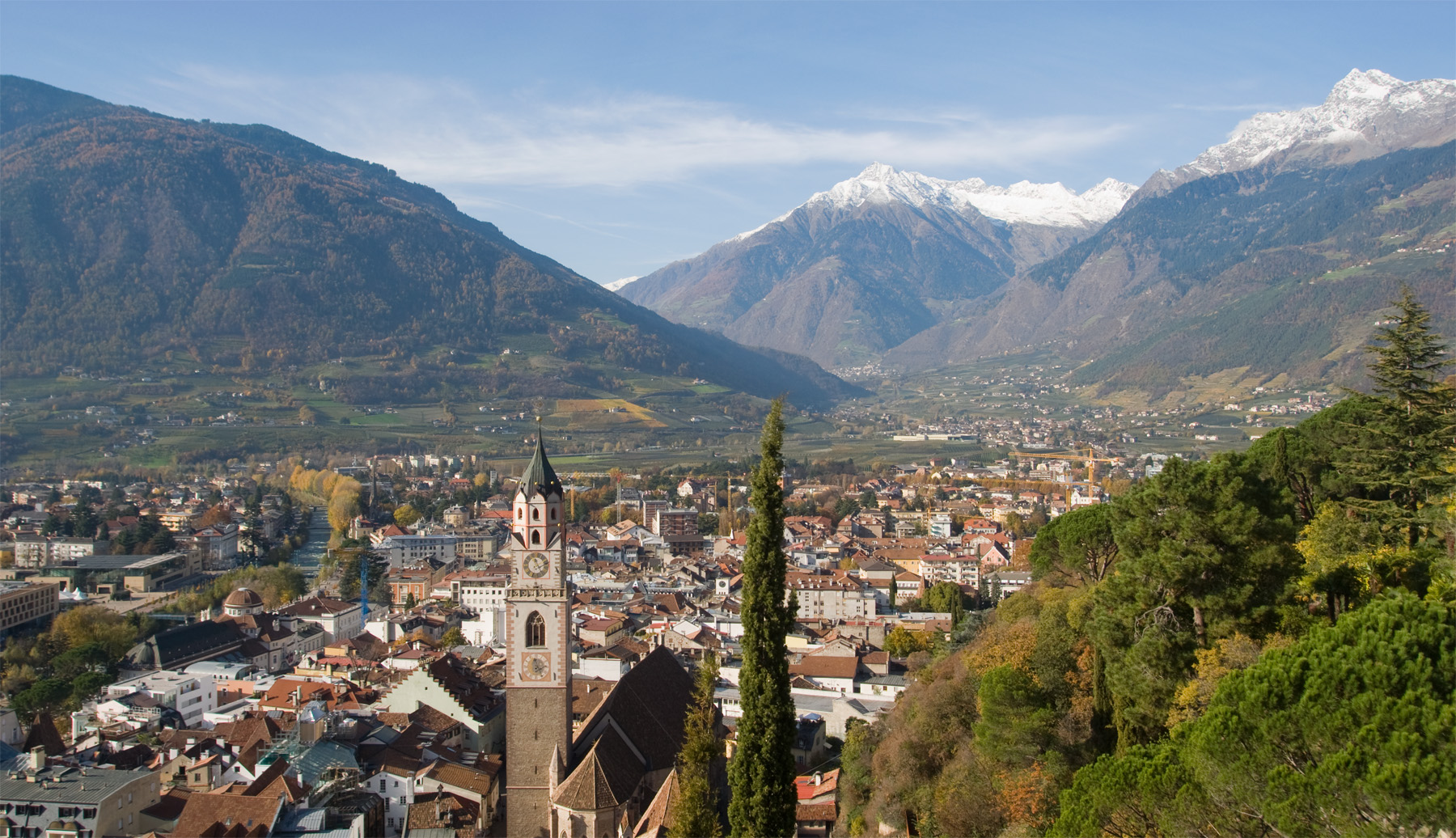
Meran

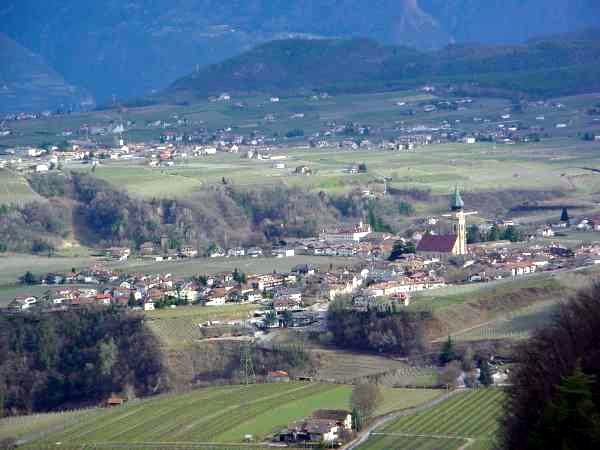
Eppan

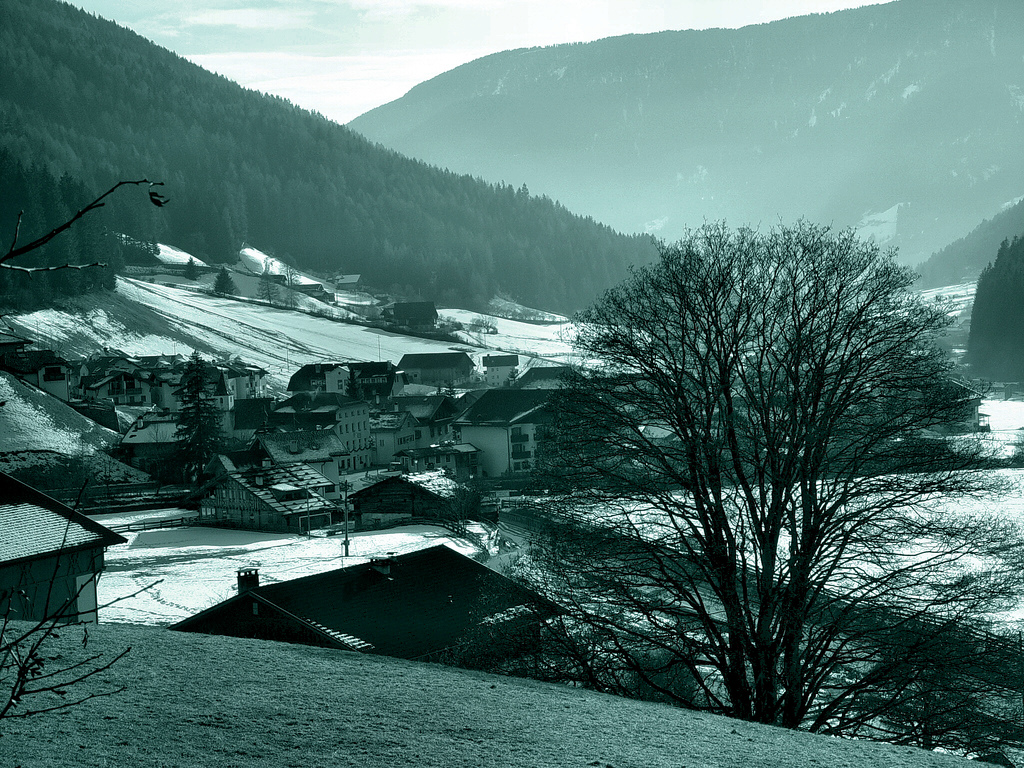
Astfeld (Sarntal)

| Duits                     | Italiaans                     | Bevolking |
| ------------------------- | ----------------------------- | --------- |
| Bozen                     | Bolzano                       | 101.919   |
| Meran                     | Merano                        | 37.253    |
| Brixen                    | Bressanone                    | 20.360    |
| Leifers                   | Laives                        | 16.722    |
| Bruneck                   | Brunico                       | 15.170    |
| Eppan an der Weinstraße   | Appiano sulla Strada del Vino | 13.892    |
| Lana                      | Lana                          | 10.985    |
| Kaltern an der Weinstraße | Caldaro sulla strada del vino | 7.558     |
| Ritten                    | Renon                         | 7.430     |
| Sarntal                   | Sarentino                     | 6.863     |
| Kastelruth                | Castelrotto                   | 6.442     |
| Sterzing                  | Vipiteno                      | 6.203     |
| Schlanders                | Silandro                      | 5.931     |
| Ahrntal                   | Valle Aurina                  | 5.831     |
| Naturns                   | Naturno                       | 5.419     |
| Sand in Taufers           | Campo Tures                   | 5.166     |
| Latsch                    | Laces                         | 5.145     |
| Klausen                   | Chiusa                        | 5.098     |
| Mals                      | Malles                        | 5.046     |
| Neumarkt                  | Egna                          | 4.821     |
| Algund                    | Lagundo                       | 4.650     |
| Sankt Ulrich in Gröden    | Ortisei                       | 4.597     |
| Ratschings                | Racines                       | 4.311     |
| Terlan                    | Terlano                       | 4.100     |

## Geschiedenis
De Romeinen bezetten  het gebied bezuiden de Brennerpas in 59 v.C. en sindsdien richtten zij een bestuur in volgens hun recht. De Keltische bevolking romaniseerde in de loop der eeuwen totdat rond 700 n.C. de Germaanse stam van de Bajuvaren (Beieren) het gezag overnam en zij de oorspronkelijke inwoners gingen domineren. Verschillende graafschappen ontstonden waarvan het graafschap Tirol het voornaamste werd. Zuid-Tirol was sinds de 8e eeuw, Trentino sinds 1027 deel van het hertogdom Beieren. In 1363 kwamen beide gebieden onder het huis Habsburg en sindsdien behoorden ze tot Oostenrijk. Bij de volkstelling van 1910 sprak nog geen 3% van de bevolking van Zuid-Tirol Italiaans, terwijl Trentino daarentegen zeer overwegend Italiaanstalig was. Als beloning voor de steun aan de Entente in de Eerste Wereldoorlog werden beide gebieden aan Italië toegewezen, waarmee een lang gekoesterde nationalistische droom werd verwezenlijkt. Na de Oostenrijks-Hongaarse nederlaag werden de provincie Trentino en het zuiden van de provincie Tirol in 1919 geannexeerd tot aan de 'natuurlijke geografische grens', waarmee de bergkam van Brenner werd bedoeld. Een en ander was al eerder vastgelegd in het (geheime) Pact van Londen (1915). Aan het nieuw opgerichte Joegoslavië werd toen om dezelfde redenen de Oostenrijkse regio Julisch Venetië, waarvan Istrië deel uitmaakte, aan Italië beloofd.
De natuurlijke grens waarover werd gesproken was de waterscheiding van de Alpen. Het stroomgebied van de Etsch (Adige) met al zijn zijrivieren zou bij Italië gevoegd worden. Het stroomgebied van de Inn met haar zijrivieren zou bij Oostenrijk blijven. Volgens de bepalingen in het Verdrag van Saint-Germain in 1919 werd dit plan doorgevoerd. Hierdoor kwam, na het trekken van bovengenoemde grens, een grote Duitstalige bevolking ineens in Italië te wonen.
Onder het fascistische bewind van Mussolini voerde Italië een onderdrukkende italianiseringspolitiek om het gebied volledig te assimileren. Vanaf 1923 werd het Duits uit het openbare leven verbannen en Duitse plaatsnamen werden vervangen door Italiaanse. De naam Tirol werd verboden en vervangen door Alto Adige. Ook werd een begin gemaakt met het italianiseren van de Duitse achternamen, waarbij zelfs op grafstenen de inschriften veranderd werden. Tevens kwam er een grootschalige immigratie op gang van Italianen uit andere gebieden naar met name de steden, om de oorspronkelijke bevolking in aantal te overtreffen.
Het was de hoop van de Zuid-Tirolers dat Adolf Hitler met de annexatie van Oostenrijk ook Zuid-Tirol zou terugeisen onder het motto Heim ins Reich, zoals ook met het Sudetenland zou gebeuren. Machtspolitiek woog in dit geval echter zwaarder dan nationale idealen, want als dank voor de Italiaanse steun bij de annexatie van Oostenrijk (maart 1938, "Duce, das werde ich Ihnen nie vergessen"), sloten Hitler en Mussolini een akkoord waarbij de Zuid-Tirolers voor de keuze werden geplaatst om de Duitse nationaliteit te bevestigen en dan als consequentie te emigreren naar het Duitse Rijk (Option), of zich volledig bereid te verklaren om als Italianen te assimileren en afstand te doen van alle culturele rechten. Onder deze druk koos 86% voor vertrek. Uiteindelijk vertrokken ca. 75.000 mensen naar gebieden in Duitsland en Oostenrijk. Verdere emigratie werd door het oorlogsverloop opgehouden. Degenen die vertrokken waren, mochten na 1945 niet terugkeren, totdat internationale druk Italië dwong onder bepaalde omstandigheden remigratie toe te staan. Ongeveer een derde van hen maakte daarvan gebruik.
Italië probeerde ook na de Tweede Wereldoorlog het gebied onder controle te houden. Een massaal petitionnement van de Zuid-Tirolers om zich bij Oostenrijk te mogen aansluiten, werd door de geallieerden genegeerd. In de in 1947 gesloten Vrede van Parijs werden de rechten van de Duitstaligen in Zuid-Tirol weliswaar verbeterd — tenminste op papier — door het bezegelen van de één jaar eerder gesloten overeenkomst tussen de Oostenrijkse minister van Buitenlandse Zaken Karl Gruber en de Italiaanse premier Alcide De Gasperi. Maar de afgesproken autonomie ging gelden voor de provincies Trentino en Zuid-Tirol gezamenlijk, in de regio Trentino-Zuid-Tirol, waar de Italiaanstaligen in de meerderheid waren, en waar de Duitstaligen op bestuursniveau een minderheid bleven. De afspraken overeengekomen in het autonomiestatuut werden niet omgezet in wetgeving en door de bestuurders tegengewerkt. Tienduizenden arbeiders uit de zuidelijke provincies van Italië emigreerden naar Zuid-Tirol om in, door de overheid gesubsidieerde, nieuwe industrievestigingen werk te vinden. De provinciale hoofdstad Bozen (Bolzano) kreeg daardoor een in meerderheid Italiaanse bevolking. In de andere steden gingen de Italiaanse immigranten grote minderheden vormen.
De spanningen tussen de Zuid-Tirolers en de Italianen liepen hierdoor steeds verder op. In 1961 resulteerde dit in aanslagen van de radicale Befreiungsausschuss Südtirol op een standbeeld van Mussolini en het geboortehuis van de nationalist Ettore Tolomei, vóór 1919 de grote propagandist van de annexatie, in Feuernachten door het opblazen van een groot aantal elektriciteitsmasten. De Italiaanse politie en justitie traden vervolgens hard op: vele activisten kregen lange gevangenisstraffen of werden gemarteld. Twee activisten stierven aan de gevolgen van de martelingen. Vanuit Zuid-Tirol zijn er immers meer dan 300 aanvallen gedaan op voornamelijk militaire doelen, maar ook op Italiaanse burgers, bars, scholen en kerken. In totaal zijn er 20 personen (soldaten, politieagenten en burgers) omgekomen en zijn er 57 gewond geraakt.
Onder druk van Oostenrijk en de internationale opinie werd Italië uiteindelijk gedwongen de autonomie te verschuiven van de regio Trentino-Zuid-Tirol naar de provincie Zuid-Tirol, waar de Duitstaligen de meerderheid vormden en hun eigen beleid konden voeren. In 2001 is deze autonomie nog verder uitgebreid, waardoor haar zwaartepunt vandaag de dag volledig bij de provincie ligt. Ook de provincie Trente profiteert hiervan. De Italiaanstalige minderheid in Zuid-Tirol zag echter haar bevoorrechte positie verdwijnen en sinds de jaren zestig kozen velen er dan ook voor om weer te vertrekken uit het gebied, waardoor het aandeel Italiaanstaligen geleidelijk afneemt. De Ladinische bevolking profiteert in hun dorpen van de autonomie, doordat nu ook de Ladinische taal en cultuur als bestuurs- en onderwijstaal erkend worden.
Ondanks de autonomie pleit een grote groep Duits- en Ladinischtaligen nog steeds voor afscheiding van Italië. Ook het gebruik van de verzonnen en na annexatie opgelegde Italiaanse plaatsnamen en de aanwezigheid van symbolen en namen die de Italiaanse eenheid verheerlijken en aan de annexatie herinneren, liggen bij velen nog steeds gevoelig. Het veranderen van deze namen is een competentie van de provincie, die in overeenstemming met het autonomiestatuut echter verplicht blijft tot het in stand houden van de tweetaligheid.

## Autonomie
Zuid-Tirol vormt, samen met Trentino, de regio Trentino-Zuid-Tirol, een van de vijf Italiaanse regio's die zijn uitgerust met uitgebreide wetgevende bevoegdheden en dus door de Italiaanse grondwet worden erkend als autonome regio's met een speciale status.
De autonomie is gebaseerd op de Gruber-De Gasperi-overeenkomst. Sinds 1972 heeft de provincie Bozen - net als de provincie Trente - zijn eigen autonomie. Zuid-Tirol heeft de exclusieve wetgeving, die op bepaalde punten die van de Italiaanse staat overstijgt, met name wat betreft openbare ambten, onderwijs, ruimtelijke ordening, jacht en visserij, communicatie en transport.
Zuid-Tirol levert op grote schaal (witte) energie aan de rest van Italië. Ongeveer 90% van alle staatsbelastingen vloeien naar de provincie terug.
De Oostenrijkse regering opperde in 2018 het plan om de bevolking uit de Zuid-Tirolse provincie Alto Adige een Oostenrijks paspoort aan te bieden. De Italiaanse overheid reageerde afkeurend.

## Politiek
De politiek in Zuid-Tirol wordt sinds de Tweede Wereldoorlog gedomineerd door de Südtiroler Volkspartei (SVP), de grote volkspartij die de Duitse en Ladinische bevolkingsgroepen vertegenwoordigt. Deze partij domineert dan ook de Zuid-Tiroler Landdag of Provincieraad (Landtag, Consiglio della Provincia, Cunsëi dla Provinzia). Verkiezingen voor de 35 zetels tellende Landdag vinden om de vijf jaar plaats.
Behaalde de SVP in het verleden altijd de absolute meerderheid van de stemmen, bij de verkiezingen in 2008 kreeg de partij voor het eerst serieuze concurrentie van kleinere Duitstalige partijen en strandde ze op 48%, hoewel in zetels de absolute meerderheid behouden bleef. De Landdag is sinds 2003 als volgt samengesteld:
| Uitslagen Landdagverkiezingen Zuid-Tirol    | Uitslagen Landdagverkiezingen Zuid-Tirol | Uitslagen Landdagverkiezingen Zuid-Tirol | Uitslagen Landdagverkiezingen Zuid-Tirol | Uitslagen Landdagverkiezingen Zuid-Tirol | Uitslagen Landdagverkiezingen Zuid-Tirol | Uitslagen Landdagverkiezingen Zuid-Tirol | Uitslagen Landdagverkiezingen Zuid-Tirol | Uitslagen Landdagverkiezingen Zuid-Tirol | Uitslagen Landdagverkiezingen Zuid-Tirol | Uitslagen Landdagverkiezingen Zuid-Tirol |
| Partij                                      | 2003                                     | 2003                                     | 2008                                     | 2008                                     | 2013                                     | 2013                                     | 2018                                     | 2018                                     | 2023                                     | 2023                                     |
| Partij                                      | Percentage                               | Zetels                                   | Percentage                               | Zetels                                   | Percentage                               | Zetels                                   | Percentage                               | Zetels                                   | Percentage                               | Zetels                                   |
| ------------------------------------------- | ---------------------------------------- | ---------------------------------------- | ---------------------------------------- | ---------------------------------------- | ---------------------------------------- | ---------------------------------------- | ---------------------------------------- | ---------------------------------------- | ---------------------------------------- | ---------------------------------------- |
| Südtiroler Volkspartei - SVP                | 55,6                                     | 21                                       | 48,1                                     | 18                                       | 45,7                                     | 17                                       | 41,9                                     | 15                                       | 34,5                                     | 13                                       |
| Die Freiheitlichen                          | 5,0                                      | 2                                        | 14,3                                     | 5                                        | 17,9                                     | 6                                        | 6,2                                      | 2                                        | 4,9                                      | 2                                        |
| Verdi - Grüne - Vërc / Bürger Liste Civiche | 7,9                                      | 3                                        | 5,8                                      | 2                                        | 8,7                                      | 3                                        | 6,8                                      | 3                                        | 9                                        | 3                                        |
| Südtiroler Freiheit                         | –                                        | –                                        | 4,9                                      | 2                                        | 7,2                                      | 3                                        | 6,0                                      | 2                                        | 10,9                                     | 4                                        |
| Partito Democratico - PD                    | 7,5                                      | 2                                        | 6,0                                      | 2                                        | 6,7                                      | 2                                        | 3,8                                      | 1                                        | 3,5                                      | 1                                        |
| Lega Nord                                   | 0,5                                      | 0                                        | 2,1                                      | 1                                        | 2,5                                      | 1                                        | 11,1                                     | 4                                        | 3                                        | 1                                        |
| Forza Italia / Il Popolo della Libertà      | 11,8                                     | 4                                        | 8,3                                      | 3                                        | 2,5                                      | 1                                        | 1,0                                      | 0                                        | 0,6                                      | 0                                        |
| Union für Südtirol                          | 6,8                                      | 2                                        | 2,3                                      | 1                                        | 2,1                                      | 1                                        | 1,3                                      | 0                                        | –                                        | –                                        |
| Ladins Dolomites                            | 1,4                                      | 0                                        | 1,1                                      | 0                                        | 2,1                                      | 1                                        | –                                        | –                                        | –                                        | –                                        |
| Unitalia                                    | 1,5                                      | 1                                        | 1,9                                      | 1                                        | 1,7                                      | 0                                        | –                                        | –                                        | –                                        | –                                        |
| Vijfsterrenbeweging                         | –                                        | –                                        | –                                        | –                                        | 2,5                                      | 1                                        | 2,4                                      | 1                                        | 0,7                                      | 0                                        |
| L'Alto Adige nel cuore                      | –                                        | –                                        | –                                        | –                                        | 2,1                                      | 1                                        | 1,7                                      | 1                                        | –                                        | –                                        |
| Fratelli d'Italia                           | –                                        | –                                        | –                                        | –                                        | –                                        | –                                        | 1,7                                      | 1                                        | 6                                        | 2                                        |
| Team Köllensperger                          | –                                        | –                                        | –                                        | –                                        | –                                        | –                                        | 15,2                                     | 6                                        | 11,1                                     | 4                                        |
| Bürgerbewegung                              | –                                        | –                                        | 1,2                                      | 0                                        | –                                        | –                                        | –                                        | –                                        | –                                        | –                                        |
| Liste JWA                                   | –                                        | –                                        | –                                        | –                                        | –                                        | –                                        | –                                        | –                                        | 5,9                                      | 2                                        |
| SMW                                         | –                                        | –                                        | –                                        | –                                        | –                                        | –                                        | –                                        | –                                        | 3,4                                      | 1                                        |
| La Civica                                   | –                                        | –                                        | –                                        | –                                        | –                                        | –                                        | –                                        | –                                        | 2,6                                      | 1                                        |
| VITA                                        | –                                        | –                                        | –                                        | –                                        | –                                        | –                                        | –                                        | –                                        | 2,6                                      | 1                                        |
| Overige Italiaanse partijen                 | 1,9                                      | 0                                        | 3,9                                      | 0                                        | 2,9                                      | 0                                        | 2,7                                      | 0                                        | 2,6                                      | 0                                        |
| Opkomst                                     | 82,4                                     | 35                                       | 80,1                                     | 35                                       | 79,7                                     | 35                                       | 73,9                                     | 35                                       | 71,5                                     | 35                                       |

Het aantal zetels van de gevormde meerderheid wordt in het witte gedeelte vet weergegeven
De Landsregering of het Provinciebestuur (Landesregierung, Giunta provinciale) wordt gekozen uit en door de Landdag en bestaat uit een Landshoofd of Provinciepresident (Landeshauptmann, Presidente della Provinzia, Presidënt dla Provinzia) en momenteel acht Landsraden of Gedeputeerden (Landesräte, Assessori, Assessëur). Volgens het autonomiestatuut van Zuid-Tirol moeten alle drie de taalgroepen vertegenwoordigd zijn in de regering. De huidige regering wordt gevormd door een coalitie van SVP en Lega Nord. De SVP levert het Landshoofd en zes landsraden, van wie een Ladinischtalig is. De LN levert de twee overige landsraden, die beide Italiaanstalig zijn.

### Landshoofden
- 1948 - 1955: Karl Erckert - SVP
- 1955 - 1960: Alois Pupp - SVP
- 1960 - 1989: Silvius Magnago - SVP
- 1989 - 2014: Luis Durnwalder - SVP
- 2014 - heden: Arno Kompatscher - SVP

## Economie
De economie wordt gedomineerd door de dienstensector, vooral door het toerisme. De landbouw, de bouwsector, kleine en middelgrote industriële bedrijven hebben ook een belangrijke rol in de economische structuur van het land.
In de landbouw werkt 7,8% van de Zuid-Tiroolse beroepsbevolking (2005). De teelt van appels en de wijnbouw domineren. Ongeveer 10% van de EU-productie of 2% van de wereldproductie van appels komen uit de regio.
In de afgelopen jaren hebben veel bedrijven hun waarde bewezen. Bijvoorbeeld Leitner in kabelbanen, Salewa wintersportkleding, Loacker in de voedingsmiddelenindustrie en de logistieke bedrijven Fercam en Gruber Logistics. Voorts hebben tal van bedrijven uit Duitsland hun Italiaanse filialen in Zuid-Tirol.
De werkloosheid was in 2008 op 2,4% (1,9% bij mannen en 3,0% voor vrouwen) - praktisch volledige werkgelegenheid. Al bijna twee decennia wordt de arbeidsmarkt in Zuid-Tirol gekenmerkt door een lage werkloosheid; vergelijkbare percentages inmiddels zijn gerealiseerd in grote delen van Noord-Italië (het werkloosheidspercentage in Noord-Italië: 3,9%). De werkloosheid onder jongeren van 15-24 jaar is met 7,2% relatief laag (in vergelijking tot het eerste kwartaal 2008: Italië 20,4%, Oostenrijk 8,2%, Duitsland 10,2%).
Het bruto binnenlands product per hoofd van de bevolking was in 2007 ongeveer € 33.500. Zo is Zuid-Tirol, op Lombardije na, de rijkste regio van Italië. Gecorrigeerd voor koopkracht is het een van de rijkste regio's (NUTS 2-niveau) van de Europese Unie, met een niveau van 134,5 (EU27 = 100, Italië: 103,4, Tirol: 128,2). Maar in de afgelopen jaren was de economische groei zwak.

## Transport

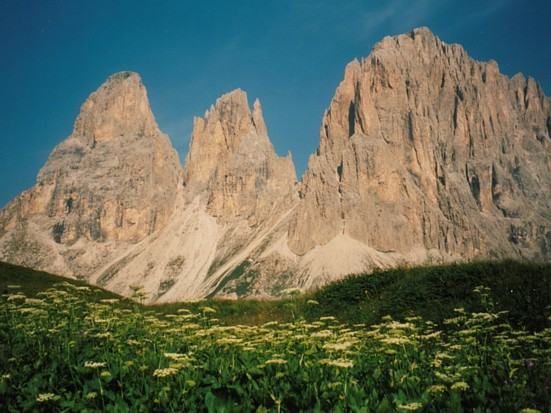
Sellapas

### Luchtvaart
Er is één internationale luchthaven, die zich in Bozen bevindt. De Oostenrijkse maatschappij Air Alps verbindt er Bozen-Zuid-Tirol rechtstreeks met Rome en de Sardijnse provinciehoofdplaats Olbia.

### (Spoor)wegennet
Verder is er in het noorden de beroemde Brennerpas, waarover een van de belangrijkste Europese noord-zuid-routes loopt. Ook de Brennerspoorweg van Station Verona Porta Nuova over station Trento en Station Bolzano-Bozen naar Innsbruck Hauptbahnhof en verder naar onder andere München Hauptbahnhof loopt over de Brennerpas. Belangrijke wegen zijn de A22 (Verona - Oostenrijk) en de E66. Er zijn verder spoorverbindingen naar verschillende Italiaanse steden zoals Rome, Milaan en Venetië.

#### Passen
Brennerpas - Costalungapas - Gardenapas - Lavazèpas (Lavazè Joch, Passo di Lavazè) - Reschenpas (Passo di Resia) - Sellapas - Stilfser Joch (Passo dello Stelvio) - Timmelsjoch (Passo del Rombo)

## Media
De grootste en oudste van de twee Duitstalige Zuid-Tiroolse kranten is de Dolomiten. De Neue Südtiroler Tageszeitung wordt echter ook veel gelezen.
Wat betreft radio en televisie valt meteen de unieke plek van Zuid-Tirol op. Binnen de autonomie is het namelijk geregeld dat de Oostenrijkse radio- en televisiezenders van de publieke omroep ORF in heel Zuid-Tirol worden uitgezonden. Om 18.30 uur is er ook dagelijks een half uur voor Zuid-Tirol op ORF 2 te ontvangen. In Zuid-Tirol zelf zijn er drie publieke radio- en tv-zenders: de Duitse Rai Sender Bozen, de Italiaanse Rai Bolzano en de Ladinische Radio TV Ladina. Ook is er een commerciële, Italiaanstalige tv-zender: Video33. Daarnaast zijn er talrijke radiozenders, waaronder Radio Holiday, Radio Sonnenschein, Radio Südtirol en Südtirol 1.
Voor doorgifte van de uitzendingen is de Rundfunk-Anstalt Südtirol (RAS) verantwoordelijk.

## Sport
Uit Zuid-Tirol komen veel internationaal succesvolle wintersporters. Zo horen de alpineskiër Gustav Thöni en de rodelaar Armin Zöggeler met meerdere algemene wereldbekerzeges en gouden medailles bij wereldkampioenschappen en Olympische Spelen bij de beste van hun discipline. Bij dameswedstrijden behalen Isolde Kostner bij het alpineskiën en Carolina Kostner bij het kunstrijden veelvuldig medailles bij wereldkampioenschappen en Olympische Spelen. Momenteel behoren Christof Innerhofer, Dominik Paris, Manfred Mölgg en Werner Heel tot de wereldtop in het alpineskiën, Roland Fischnaller is Zuid-Tirools succesvolste snowboarder.
Bovendien worden in Zuid-Tirol al jaren diverse wereldbeker- en europacup wedstrijden georganiseerd in verschillende disciplines als alpineskiën, biatlon, langlaufen, rodelen en snowboarden.
Daaronder behoren bijvoorbeeld de skiwedstrijden op de Saslong in Gröden en de Gran Risa in Alta Badia, de biatlonwedstrijd in de Südtirol Arena in Antholz en de langlaufwedstrijd in de Nordic Arena in Toblach.
Ook in de zomersporten zijn en waren de Zuid-Tirolers succesvol: Klaus Dibiasi won drie olympische gouden medailles in het schoonspringen, Tania Cagnotto won talrijke medailles bij wereld- en Europese kampioenschappen. Alex Schwazer won een olympische gouden medaille bij het snelwandelen. Andreas Seppi behoort bij de top-100 tennisspelers van de wereld.
Op organisatorische gebied behoren het atletiekevenement BOclassic, het tennistoernooi ATP Challenger St. Ulrich in Gröden en de wielerwedstrijd Maratona dles Dolomites tot de grootste zomerevenementen.
Bij de teamsporten bereiken vooral de sporten ijshockey en voetbal een belangrijke impact, waarbij lokale verenigingen en sporters diverse landelijke successen boeken. De HC Bozen is 19-voudig Italiaans kampioen in ijshockey en was ook internationaal succesvol, bijvoorbeeld als kampioen in de EBEL-Liga 2013/2014. Bij het voetbal speelt FC Südtirol momenteel in de derde Italiaanse divisie en CF Südtirol in de tweede divisie van de vrouwen. Meerdere voetbalspelers uit Zuid-Tirol staan respectievelijk stonden bij Italiaanse, Oostenrijkse en Duitse profclubs onder contract, bijvoorbeeld Klaus Bachlechner, Michael Cia en Arnold Schwellensattl.
SSV Bozen Loacker en de teams van Brixen en Meran zijn meervoudig Italiaans kampioen handbal. De grootste sport- en vrijetijdsvereniging is de alpenvereniging Südtirol (AVS) met meer dan 60.000 leden. Reinhold Messner en Hans Kammerlander behoren tot de belangrijkste alpinisten van het land.

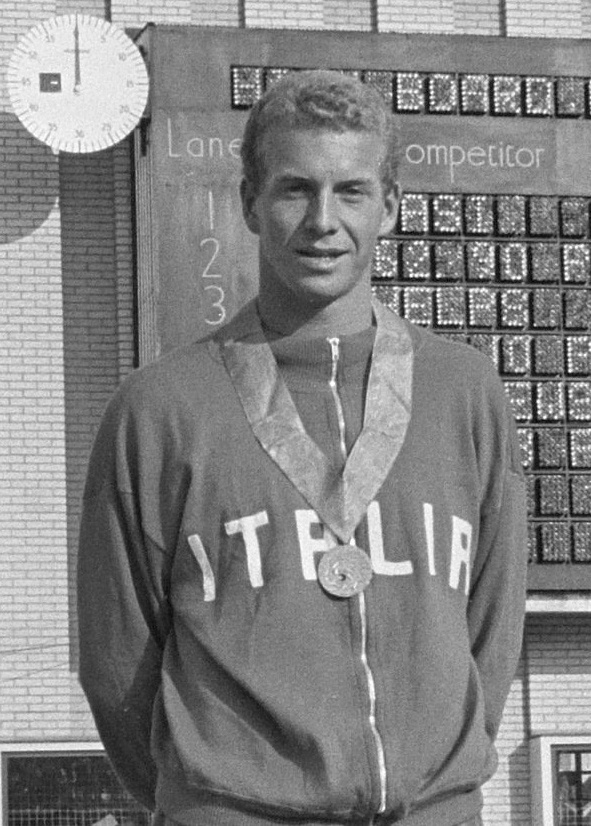
Schoonspringer Klaus Dibiasi
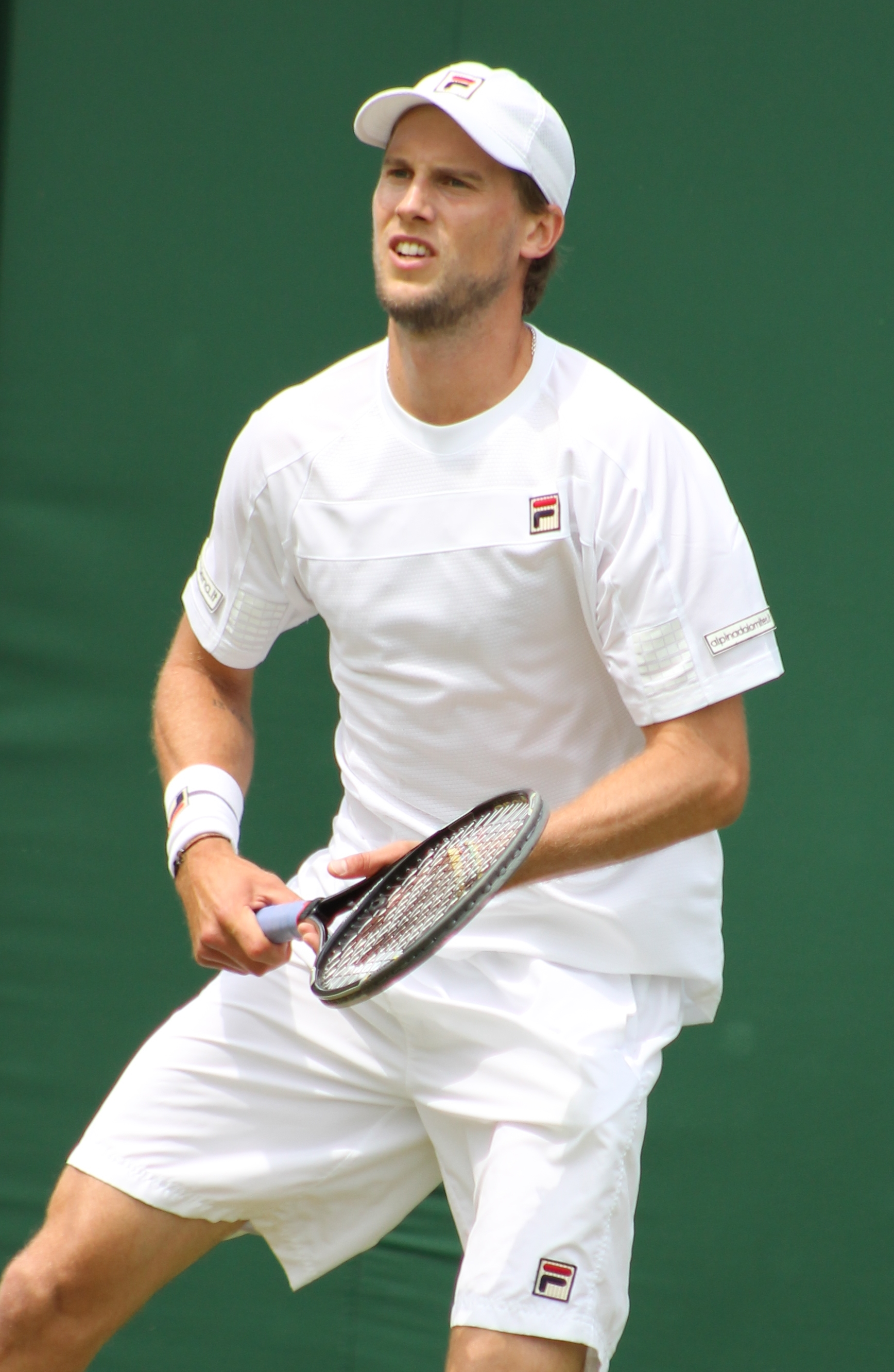
Tennisspeler Andreas Seppi
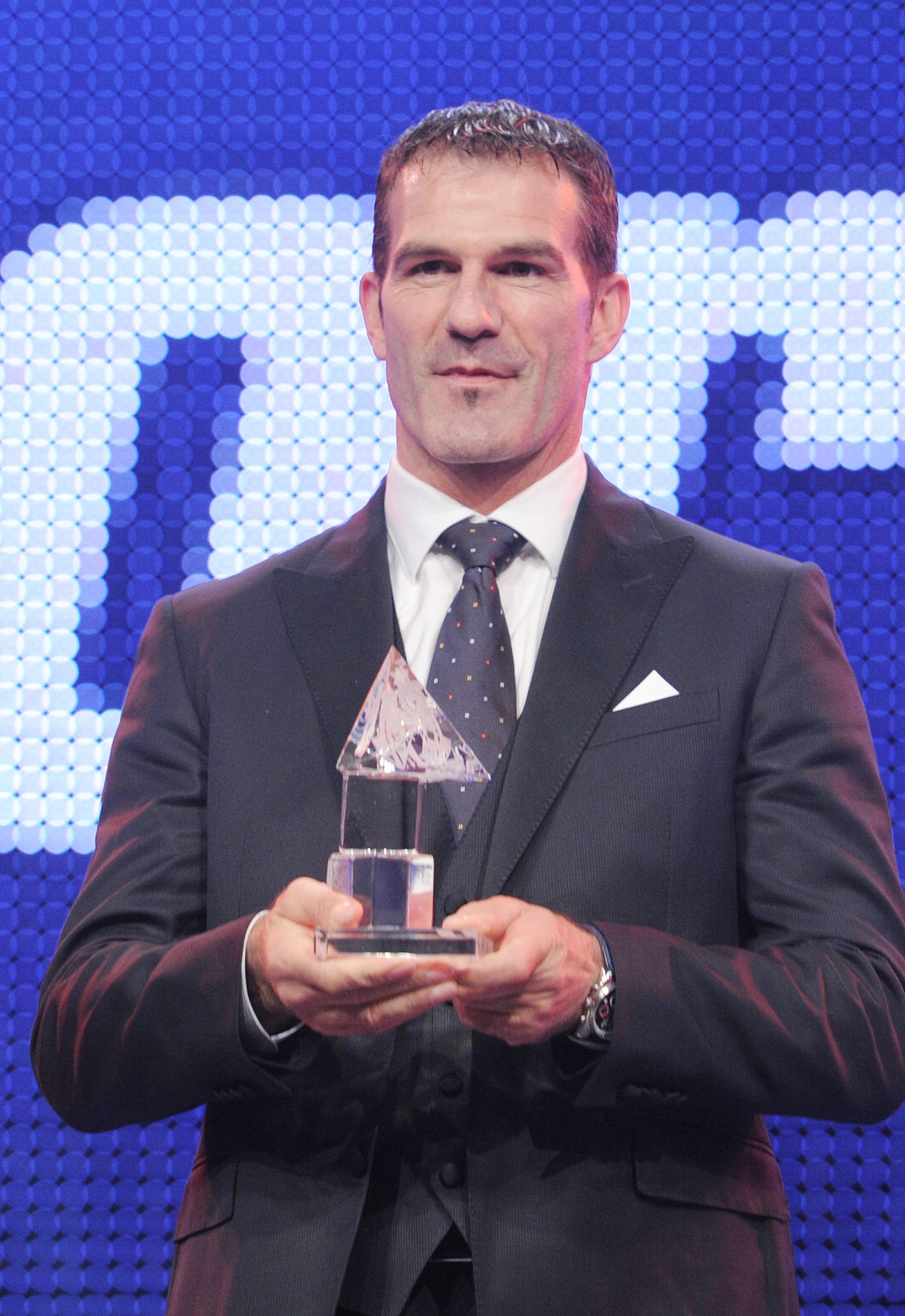
Rodelaar Armin Zöggeler
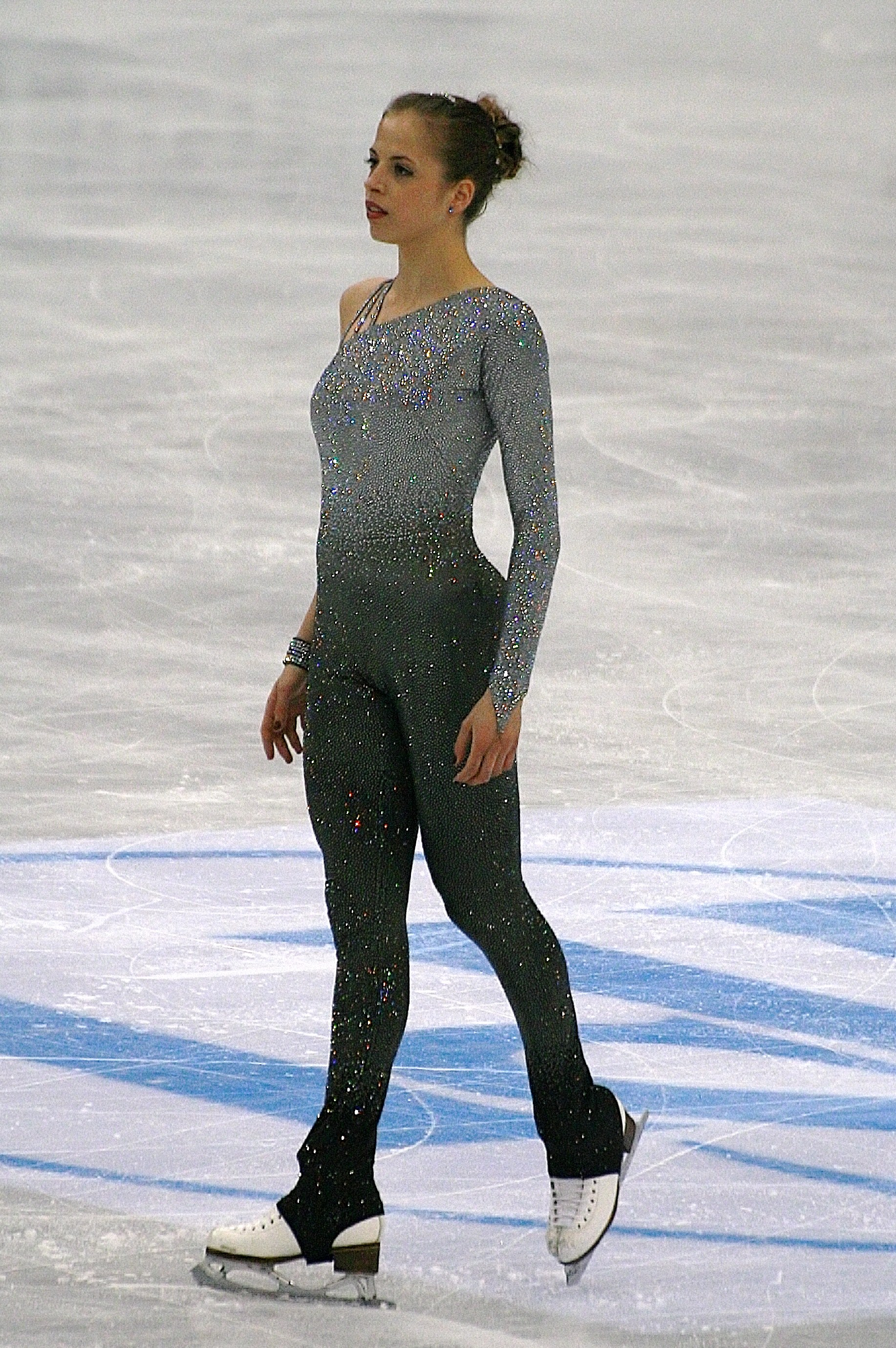
Kunstrijdster Carolina Kostner
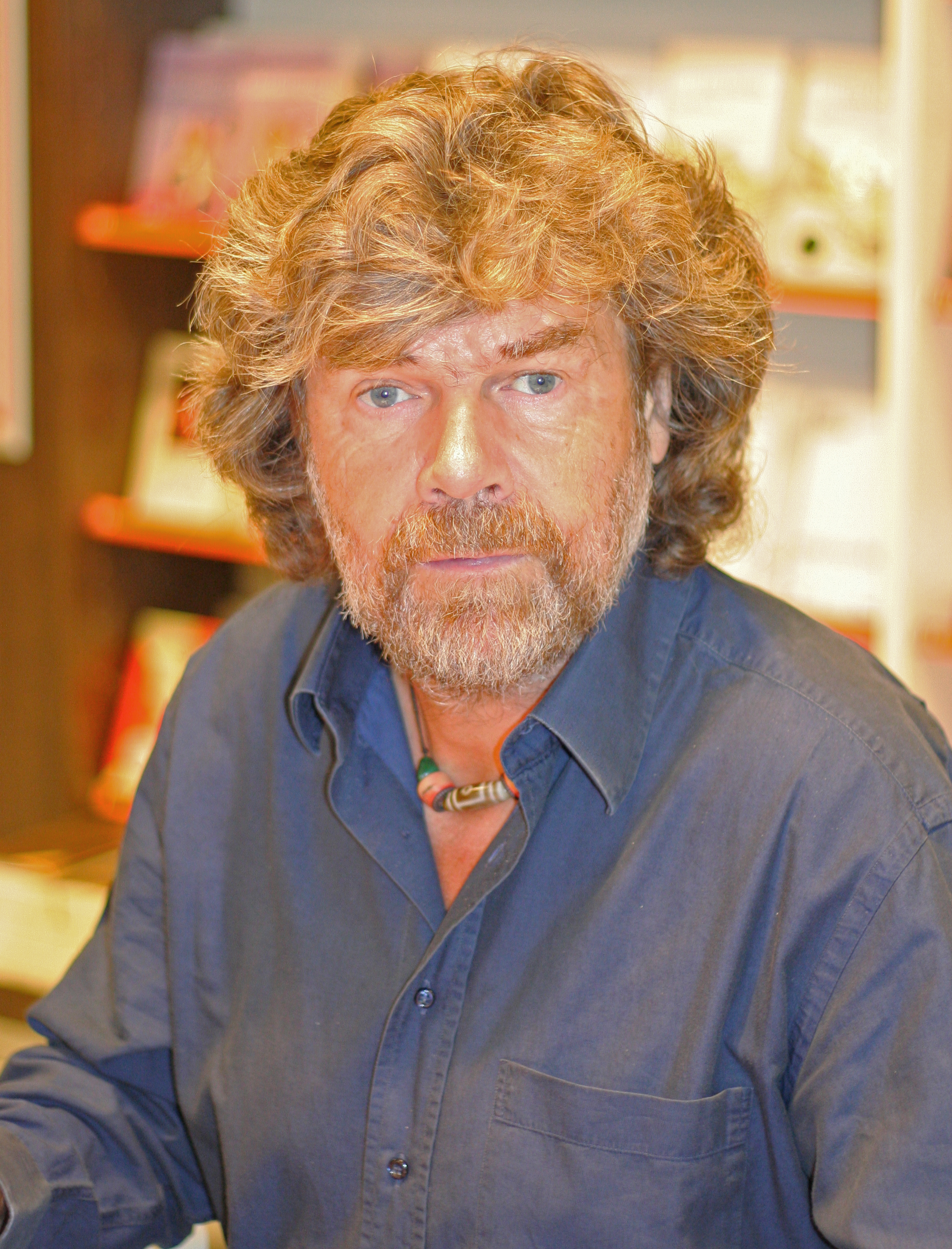
Bergbeklimmer/alpinist Reinhold Messner

## Toerisme

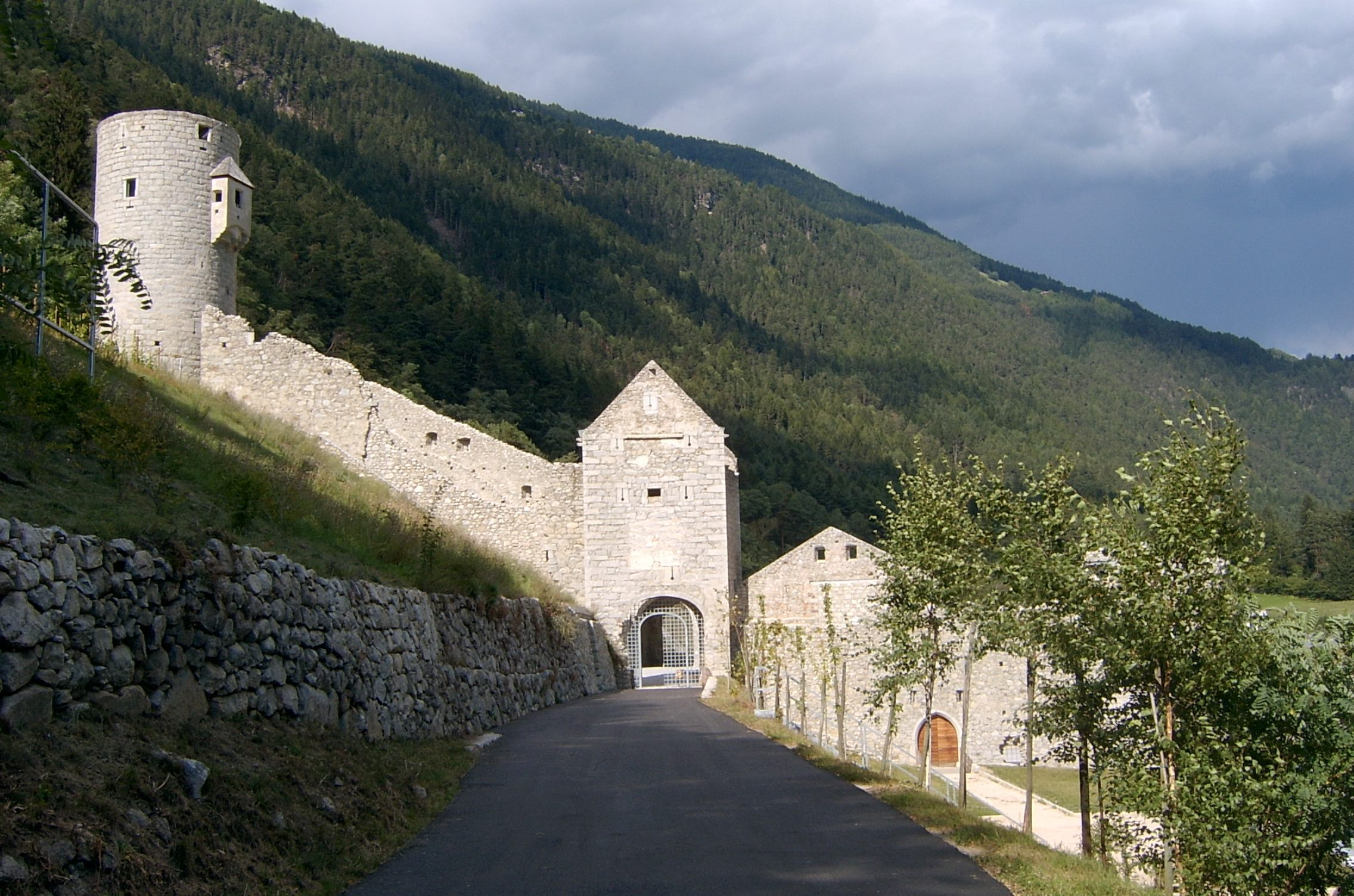
Mühlbacher Klause

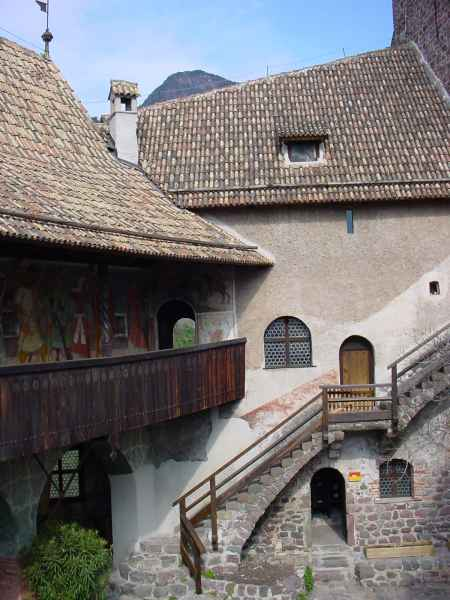
Schloss Runkelstein

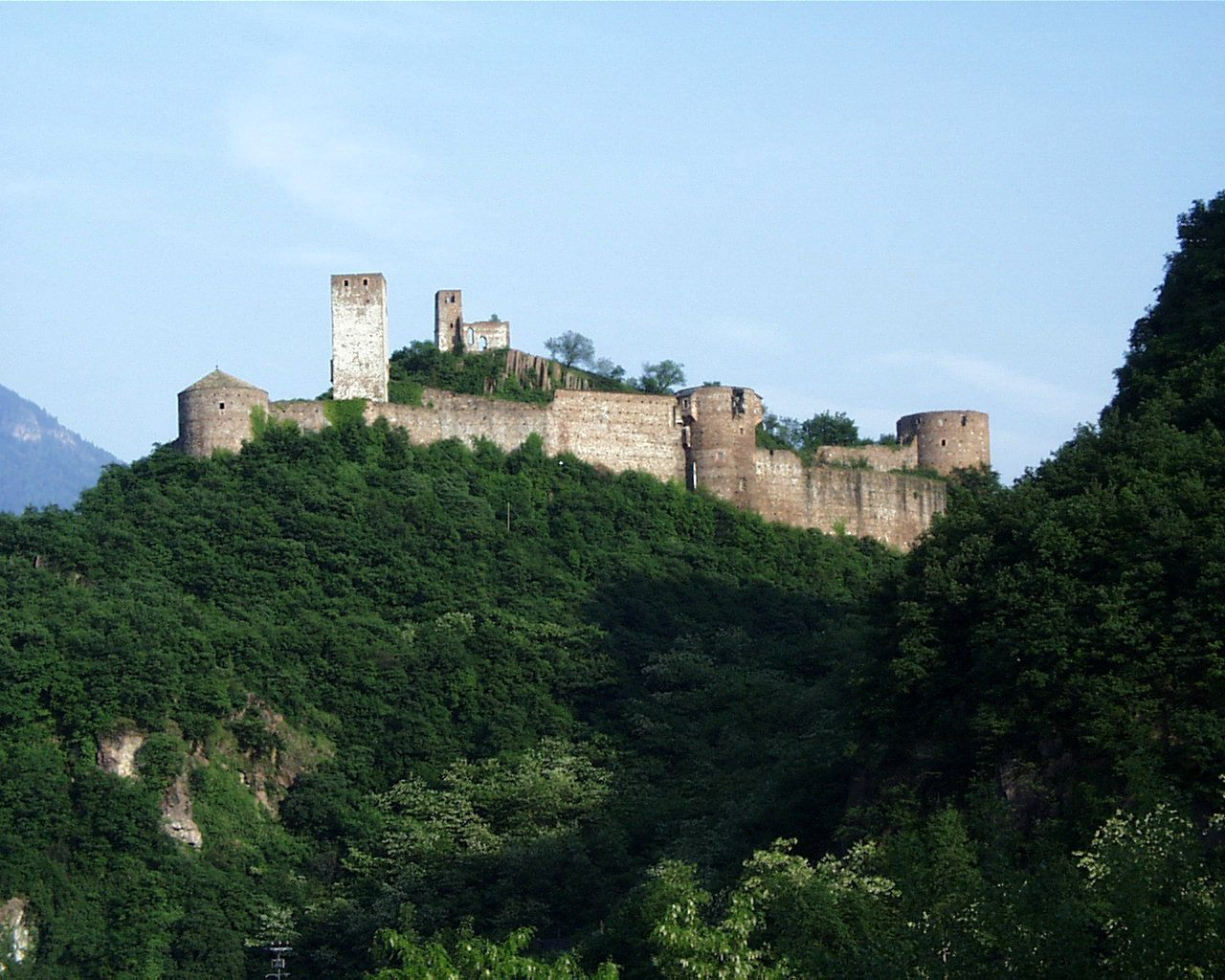
Schloss Sigmundskron

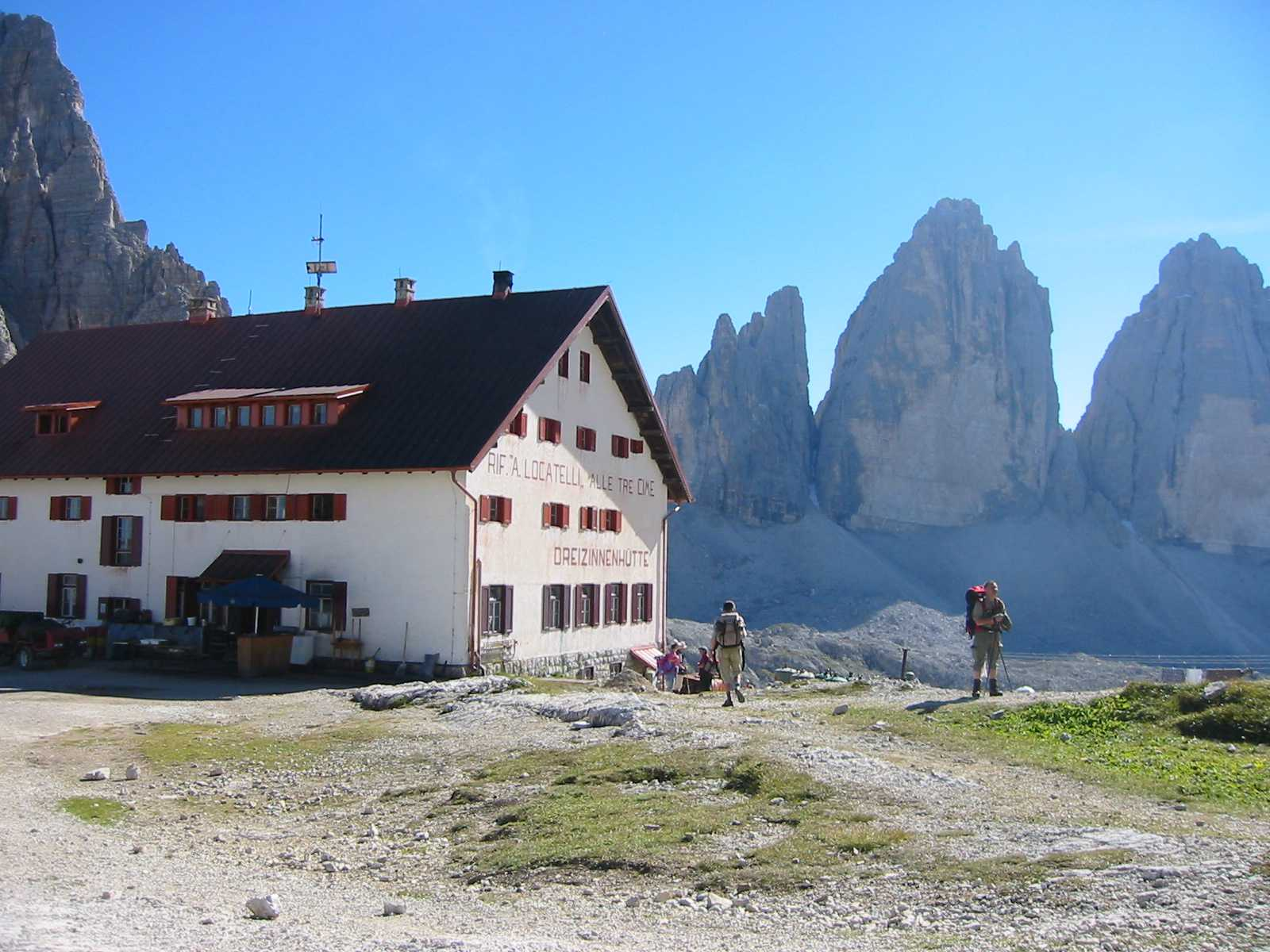
Dreizinnenhütte

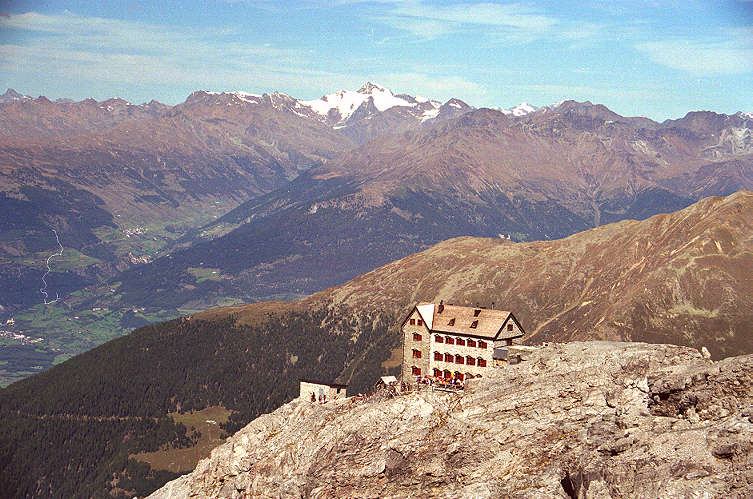
Payerhütte

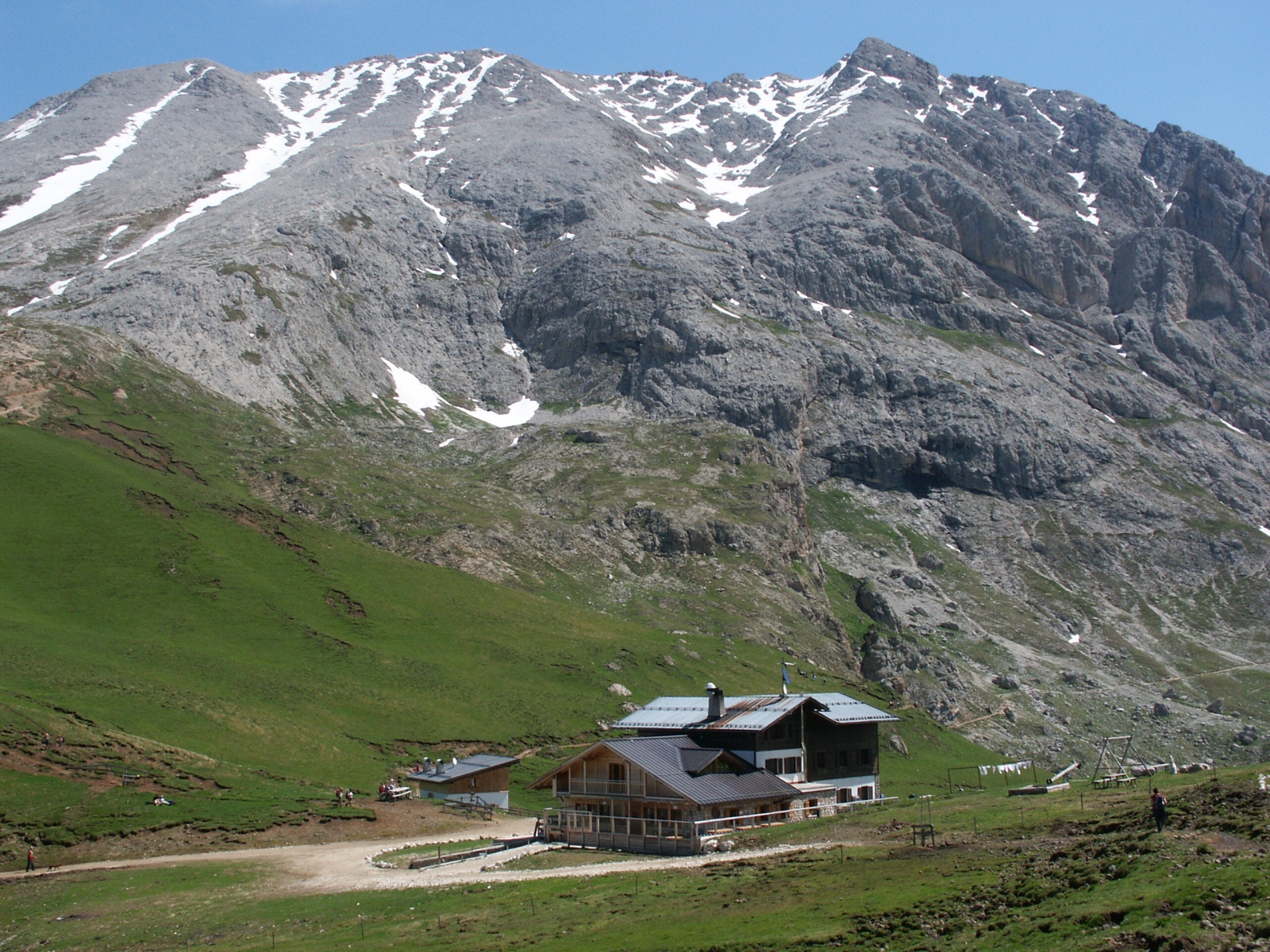
Plattkofelhütte

Het grote Nationaal Park Stelvio ligt deels in Zuid-Tirol. Zuid-Tirol is verder zeer geliefd door skiërs, wandelaars, mountainbikers en bergbeklimmers. En natuurlijk is de Italiaanse culinaire wereld en Zuid-Tiroolse wijnen een toeristentrekker, al wordt in plaats van pasta in Noord-Italië vaak rijst geserveerd.

### Berg- en skistations
- Rifugio Maria

### Mijnen die open zijn voor publiek
- Museo delle Miniere di Ridanna/ Monteneve
- South Tyrolean Ethnographic Museum

### Natuurreservaten (deels) in Zuid-Tirol
- Parco Naturale Dolomiti di Sesto
- Parco Naturale Vedrette di Ries
- Stelvio Nationaal Park

### Kastelen, kloosters en kerken
Opmerking: De eventuele voorvoegsels Schloss en Kloster zijn weggelaten.
- Altenburg
- Altrasen
- Bruneck (Castle)
- Ehrenburg
- Fischburg
- Gleifkapelle
- Glurnhör
- Gran Ciasa da la Ila
- Gravetsch
- Hocheppan
- Juval
- Kaltern
- Kehlburg
- Kofel
- Laimburg
- Lamprechtsburg
- Landesfürstliche Burg
- Maretsch
- Maria Weissenstein
- Marienberg
- Michelsburg
- Montani
- Moos
- Mühlbacher Klause
- Muri Gries
- Neuhaus
- Neumelans
- Neurasen
- Neustift (kasteel)
- Neustift (klooster)
- Rafenstein
- Reifenegg
- Reifenstein
- Reinsberg
- Schloss Ried
- Runkelstein
- Schenna
- Fugsburg
- Säben
- Schöneck
- Sigmundskron
- Sonnenburg
- Sprechenstein
- Straßberg
- Taufers
- Tirol (kasteel)
- Thumburg
- Trauttmansdorff
- Trostburg
- Turn
- Uttenheim
- Warth
- Wehrburg
- Welfenstein
- Welsperg
- Wolfsthurm
- Wolkenstein
- Zantturm
- Zinneburg

### Berghutten
- Becherhaus (Rifugio Bicchiere) (3 195 m)
- Berglhütte (2 188 m)
- Boéhütte (2 873 m)
- Capanna Fassa (3 152 m)
- Casatihütte (3 258 m)
- Dreizinnenhütte (Rifugio Locatelli) (2 405 m)
- Fieglhütte (1 959 m)
- Franz-Kostnerhütte (2 536 m)
- Grasleitenhütte (2 134 m)
- Grasleitenpasshütte
- Hintergrathütte (2 661 m)
- Kölner Hütte (2 339 m)
- Langkofelhütte (2 253 m)
- Lodnerhütte (Rifugio Cima Fiammante) (2 262 m)
- Müllerhütte (3 148 m)
- Payerhütte (3 029 m)
- Pisciaduseehütte (Rifugio F. Cavazza al Pisciadù) (2 583 m)
- Plattkofelhütte (2 300 m)
- Rifugio Forcella Pordoi (2 849 m)
- Rosengartenhütte
- Rotwandhütte (1 525 m)
- Santnerpasshütte
- Schaubachhütte (2 581 m)
- Stettiner Hütte (2 875 m)
- Tabarettahütte (2 556 m)
- Tierser Alpl (Rifugio Alpe di Tires) (2 440 m)
- Vajoletthütte

## Bekenden afkomstig uit Zuid-Tirol

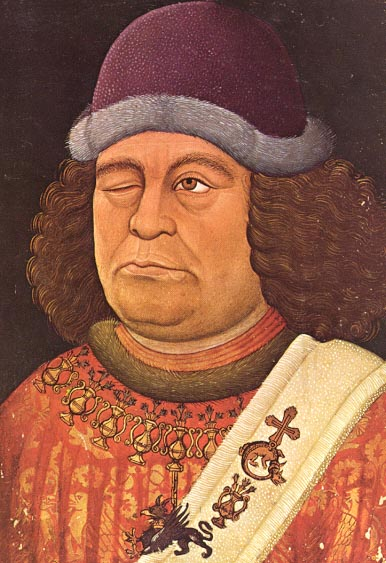
Oswald von Wolkenstein

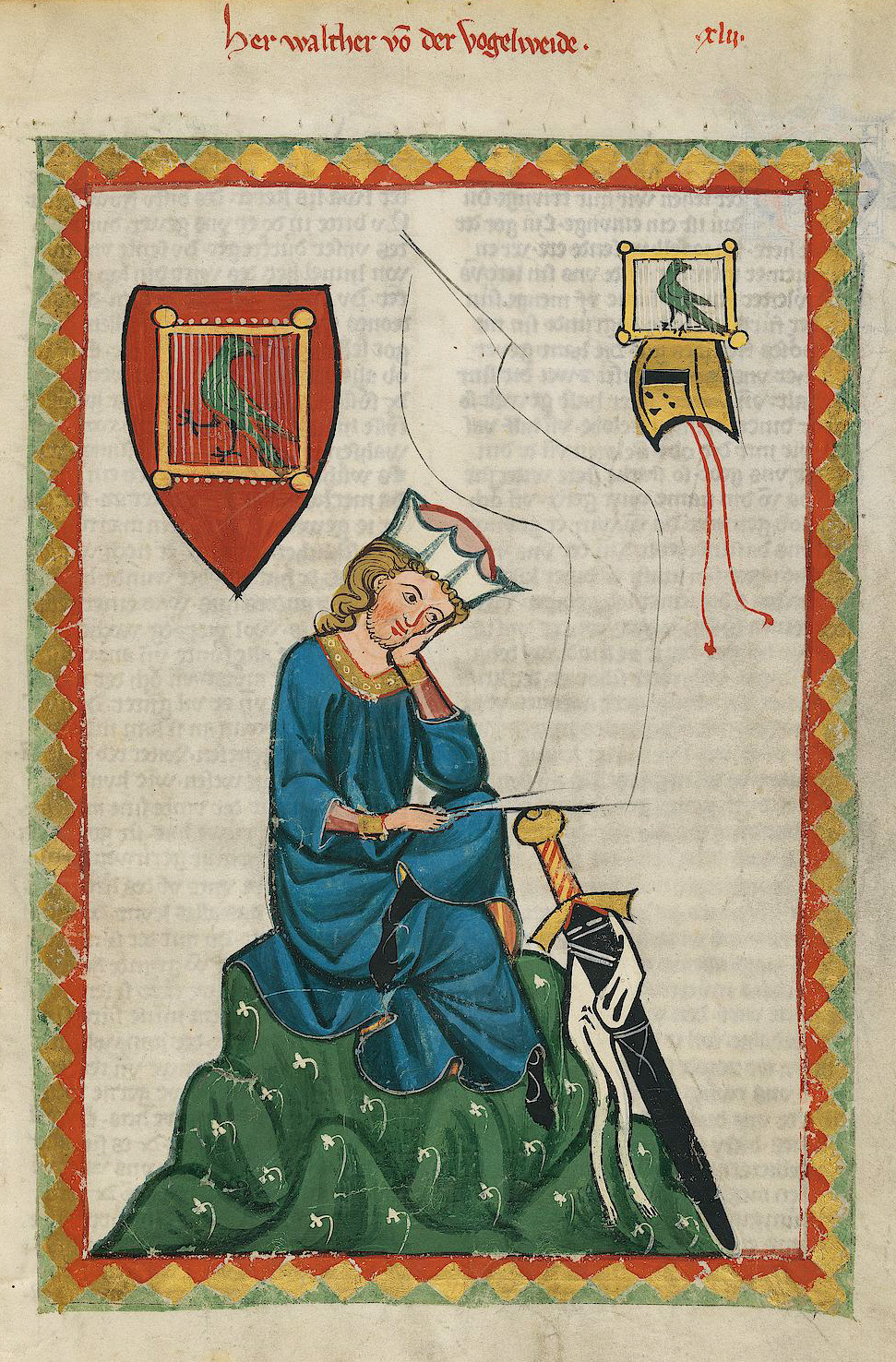
Walther von der Vogelweide

### Componisten
- Giorgio Moroder
- Oswald von Wolkenstein

### Dichters
- Walther von der Vogelweide
- Oswald von Wolkenstein

### Uitvinders en wetenschappers
- Jakob Eisendle
- Johann Kravogl
- Peter Mitterhofer
- Max Valier

### Vrijheidsstrijders
- Michael Gamper
- Andreas Hofer
- Sepp Kerschbaumer

### Anderen
- Arbeo (geestelijke)
- Michael Gaismair (boerenaanvoerder)
- Reinhold Messner (bergbeklimmer)
- Giorgio Moroder (autobouwer en componist)
- Ötzi (prehistorisch landbouwer; gevonden als ijsmummie)
- Johann Georg Plazer (kunstschilder)
- Gilbert Proesch (beeldend kunstenaar van het duo Gilbert & George)
- Josef Schwammberger (crimineel en commandant)
- Günther Steiner (autosport)ingenieur
- Luis Trenker (regisseur, architect en acteur)
- Karl Unterkircher (bergbeklimmer)
- Oswald von Wolkenstein (dichter, componist en diplomaat)
- Armin Zöggeler (rodelaar, olympisch medaillewinnaar op 6 achtereenvolgende Winterspelen)
- Jannik Sinner (tenniser)